# Чёрное (Речицкий район)
Чёрное (бел. Чорнае) — деревня в Белоболотском сельсовете Речицкого района Гомельской области Беларуси.

## География

### Расположение
В 9 км на север от районного центра и железнодорожной станции Речица (на линии Гомель — Калинковичи), 59 км к Гомелю.

### Гидрография
На западе пойма реки Днепр и озеро Круглое, на востоке озеро Хотемля.

## Транспортная сеть
Транспортные связи по просёлочной, затем автомобильной дороге Светлогорск — Речица. Планировка состоит из прямолинейной улицы, близкой к меридиональной ориентации, к которой с востока присоединяются 2 прямолинейные и с запада — дугообразная улицы. Застройка деревянная усадебного типа.

## История
Обнаруженное археологами городище милоградской и зарубинецкой культур (в 0,5 км на северо-восток от деревни, на берегу озера) свидетельствует о заселении этих мест с давних времён. По письменным источникам известна с XVI века как селение в Речицком повете Минского воеводства Великого княжества Литовского. В 1511 году во владении князя Можайского. Упоминается в материалах 1525, 1526, 1527 годов о конфликтах между ВКЛ и Московским государством. Под 1560 год обозначена как селение в Гомельском старостве. В 1640-х годах согласно инвентаря Гомельского староства село, во владении помещика Халецкого.
После 1-го раздела Речи Посполитой (1772 год) в составе Российской империи. В 1841 году хозяин фольварка, находившегося рядом, владел здесь 500 десятинами земли. В 1847 году вместо обветшавшего построено новое деревянное здание Покровской церкви. В результате пожара 8 января 1882 года сгорела местная паркетная фабрика. В 1886 году 2 ветряные мельницы, лесопилка. С 1864 года действовала пристань. Согласно переписи 1897 года действовали хлебозапасный магазин, школа грамоты, трактир. На Днепре действовала пристань. В 1909 году в Чеботовичской волости Гомельского уезда Могилёвской губернии.
В 1919 году в бывшем помещичьем поместье организована отделение Уваровичской коммуны. С 8 декабря 1926 года до 1986 года центр Черненского сельсовета Уваровичского, с 4 августа 1927 года Речицкого районов Гомельского округа, с 20 февраля 1938 года Гомельской области. В 1931 году организован колхоз «Красный остров», работали 2 ветряные мельницы и начальная школа. Во время Великой Отечественной войны оккупанты убили 15 жителей. При освобождении деревни в ноябре 1943 года погибли 3 советских солдата и партизан (похоронены в братской могиле в центре). На фронтах и в партизанской борьбе погибли 340 жителей деревень Белоболотского сельсовета, память о них увековечивает Курган Славы, насыпанный в 1975 году в центре деревни. Согласно переписи 1959 года в составе совхоза «Речица» (центр — деревня Белое Болото). Располагались комбинат бытового обслуживания, средняя школа, клуб, библиотека, фельдшерско-акушерский пункт, ветеринарный участок, отделение связи, магазин.
В состав Черненского сельсовета до конца 1930-х годах входили посёлки Городище, Погорельцы, хутор Шматы (в настоящее время не существуют).

## Население

### Численность
- 2004 год — 88 хозяйств, 144 жителя.

### Динамика
- 1881 год — 120 дворов, 585 жителей.
- 1886 год — 127 дворов, 791 житель.
- 1897 год — 178 дворов, 1250 жителей (согласно переписи).
- 1909 год — 197 дворов 1765 жителей.
- 1959 год — 739 жителей (согласно переписи).
- 2004 год — 88 хозяйств, 144 жителя.

## Достопримечательность
- В честь земляка, геолога, этнографа, писателя М. А. Громыко установлен Памятный знак[1]

## Известные уроженцы
- Михаил Александрович Громыко (12.11.1885 - 30.06.1969) — белорусский писатель и учёный[2].